# بيل موسكوفيتش
بيل موسكوفيتش (بالإنجليزية: Belle Moskowitz)‏ هي ناشِطة أمريكية، ولدت في 5 أكتوبر 1877، وتوفيت في 2 يناير 1933.